# Yahya-Hadji Jangurazov
Yahya-Hadji Jangurazov ou Yahya-Hadji Ibn Janguraz (Karatchaï-Balkar : Ахья-Хаджи Жангъуразлан, romanisé: Yahya-Hadji Jang'urazlan , lit. 'Yahya-Hadji, fils de Zhanguraz', russe : Яхья-Хаджи Жангуразов) était un érudit islamique distingué, un leader communautaire et un héros national du peuple balkar. Né en 1870 dans le village de Kyunnyum en Haute Balkarie, sa vie a été marquée par son dévouement à l'éducation islamique, à la justice et à la défense de son peuple contre l'oppression féodale et le totalitarisme soviétique. Ses principes inébranlables et sa résistance au pouvoir soviétique lui ont valu un immense respect, mais aussi des persécutions et éventuellement le martyre.

## Jeunesse et éducation
Yahya était le cinquième enfant de Tavshur-bey et fut reconnu dès son plus jeune âge pour sa détermination et son intelligence. Son père l'envoya suivre une éducation religieuse, d'abord auprès d'érudits musulmans locaux, puis au Daghestan, où il développa une profonde passion pour l'arabe et les sciences islamiques. Durant ses études, il explora également l'histoire de la guerre du Caucase et l'héritage de l'imam Chamil, ce qui façonna profondément sa vision de la résistance et de l'autodétermination.
La quête de connaissance d'Yahya le conduisit au-delà du Caucase, notamment en pèlerinage à La Mecque et à Médine, où il approfondit ses connaissances et acquit des connaissances spirituelles. Après ses études, il retourna en Balkarie, où il devint un cadi (juge de la charia) et un prédicateur respecté, réputé pour son impartialité et son dévouement aux principes de l'Islam.

## Résistance contre les Soviétiques
La fin du XIXe et le début du XXe siècle furent tumultueux pour le peuple balkarique, marqués par l'intensification des troubles politiques et des conflits fonciers. Le leadership d'Yahya devint alors crucial. D'abord méfiant à l'égard des mouvements révolutionnaires, il soutint brièvement les bolcheviks en 1918, croyant en leurs promesses d'égalité et de justice. Cependant, déçu par leurs politiques antireligieuses, il retira son soutien et mit en garde sa communauté contre les dangers de l'athéisme et de la répression soviétiques.
La défiance d'Yahya envers l'autorité soviétique fit de lui une cible. Après de multiples tentatives d'arrestation déjouées par ses partisans, il fut finalement exilé en 1926 sur la base d'accusations forgées de toutes pièces. Malgré les épreuves de l'emprisonnement et de l'exil, il retourna en Balkarie en 1929, où il se trouva confronté à une surveillance accrue et à la trahison. Contraint de fuir à nouveau, Yahya rejoignit les rangs des abrek (rebelles montagnards) et devint l'un des chefs de la résistance moudjahidine contre le régime soviétique.

## Fin de vie et héritage
Pendant cinq ans, Yahya et son groupe de rebelles échappèrent aux forces soviétiques, endurant les conditions difficiles et impitoyables des montagnes du Caucase. Sa foi inébranlable et son autorité morale inspirèrent profondément son entourage, lui valant le respect et la loyauté de ses camarades. En 1934, trahi par un informateur, Yahya et son groupe furent découverts dans leur cachette près de Doguat. Ce matin-là, Yahya se réveilla pour accomplir sa prière. Alors qu'il priait, les Soviétiques lancèrent leur attaque. Malgré le chaos et l'infériorité numérique, Yahya refusa d'abandonner sa prière, demeurant inébranlable dans sa dévotion. Il fut finalement abattu alors qu'il accomplissait son office, sa foi demeurant inébranlable même face à la mort.
Les autorités soviétiques profanèrent le corps d'Ahya, l'exposant publiquement pour intimider le peuple balkar. Sa dépouille fut enterrée sans les rites islamiques appropriés dans une crypte anonyme. Ce n'est qu'en 1957, après le retour des Balkars des déportations de l'ère stalinienne , que sa nièce le ré-inhuma selon les traditions islamiques. Une pierre tombale fut érigée en son honneur en 2006.
La vie d'Yahya Hadji Jangurazov symbolise la résilience et la force spirituelle du peuple balkar. Son engagement pour la justice et son refus de transiger sur ses convictions ont fait de lui un martyr aux yeux de sa communauté. Son héritage demeure un rappel des luttes menées par les Balkars et de leur quête incessante de dignité et d'autodétermination.